# Ad est di Rio Pinto
Ad est di Rio Pinto (West of Pinto Basin) è un film del 1940 diretto da S. Roy Luby.
È un film western statunitense con Ray Corrigan (accreditato come Ray 'Crash' Corrigan), John 'Dusty' King e Max Terhune (accreditato come Max 'Alibi' Terhune). Fa parte della serie di 24 film western dei Range Busters, realizzati tra il 1940 e il 1943 e distribuiti dalla Monogram Pictures.

## Produzione
Il film, diretto da S. Roy Luby su una sceneggiatura di Earle Snell con il soggetto di Elmer Clifton, fu prodotto da George W. Weeks per la Monogram Pictures tramite la società di scopo Range Busters. I brani della colonna sonora That Little Prairie Gal of Mine, Ridin' the Trail Tonight e Rhythm of the Saddle furono composti da Jerry Smith (1910-1986), definito anche "The Yodeling Cowboy", cantante attivo soprattutto negli anni 30 e 40.

## Distribuzione
Il film fu distribuito con il titolo West of Pinto Basin negli Stati Uniti dal 25 novembre 1940 al cinema dalla Monogram Pictures. È stato distribuito anche in Italia con il titolo Ad est di Rio Pinto.

## Promozione
Le tagline sono:
- "The season's sure-fire smash.".
- "Three gay adventurers stick their heads in a noose and live to tell the tale!".